# Згура, Сергей Александрович
Сергей Александрович Згура (укр. Сергій Олександрович Згура; род. 3 ноября 1977, Одесса) — украинский футболист, выступавший на позиции полузащитника. Его брат, Александр, также играл в футбол на профессиональном уровне.

## Клубная карьера
В 1993 году начал карьеру во второй команде одесского «Черноморца», а в 1995 году перешел в кременчугский «Нефтехимик». Затем выступал в клубах «Динамо-Смена» (Южный), «Десна» (Чернигов) и «Зимбру» (Кишинев). В 2000 году на полсезона вернулся в «Черноморец», а затем защищал цвета донецкого «Металлурга» и луганской «Зари». В 2004 году снова вернулся в «Черноморец». По завершении контракта в конце 2005 года перешел к криворожский «Кривбасс». Зимой 2007 года покинул Кривбасс и перешел в любительский клуб «Digital» (Одесса), где сыграл остаток сезона. Летом 2007 года перешел в казахский клуб «Восток», в составе которого в 2009 году и завершил карьеру футболиста.

## Достижения

### Клубные
- Чемпион Молдавии: 1997/98, 1998/99, 1999/2000
- Бронзовый призёр чемпионата Украины: 2001/02, 2002/03

### Сборная
- Бронзовый призёр чемпионата Европы (до 16): 1994